# Acantholimon anatolicum
Acantholimon anatolicum är en triftväxtart som beskrevs av Yild. Acantholimon anatolicum ingår i släktet Acantholimon och familjen triftväxter. Inga underarter finns listade i Catalogue of Life.